# Manonville
Manonville é uma comuna francesa na região administrativa de Grande Leste, no departamento de Meurthe-et-Moselle. Estende-se por uma área de 9,43 km². Em 2010 a comuna tinha 246 habitantes (densidade: 26,1 hab./km²).